# さまぁ〜ずのヤリタ☆ガ〜リ〜
『さまぁ〜ずのヤリタ☆ガ〜リ〜』は、2011年4月14日から同年9月22日まで、TBS系列で放送されていた深夜バラエティ番組。

## 概要
『神さまぁ〜ず』→『さまぁ〜ず式』→『ホリさまぁ〜ず』→『マルさまぁ〜ず』と2007年 - 2010年まで3年に渡って放送されたTBS系・さまぁ〜ずの深夜冠番組シリーズ同様、大竹は企画も兼任している。青木裕子が出演していない点を除けば前述の4番組と内容は全くといっていいほど変わっていない。このことは番組内でもネタにされていた。
2011年9月22日を以て終了したが、同年10月11日から12月20日まで火曜24時台前半枠にて『まさかのホントバラエティー イカさまタコさま』がスタートし、2012年4月18日からは、水曜19時に進出。

## レギュラー出演者
- さまぁ〜ず（大竹一樹・三村マサカズ）

### 準レギュラー
『神さまぁ〜ず』→『ホリさまぁ〜ず』→『マルさまぁ〜ず』まではゲストは必ず一定以上の実績がある中堅芸人を起用し、特にバナナマン、ブラックマヨネーズ、有吉弘行の3組をローテーション的に起用していたが、今回はそれぞれが多忙になったこともあり、それまでよりもややタイプの異なる芸人や、キャリアの浅い芸人を多く起用している。
- 小木博明 （おぎやはぎ）
- 澤部佑 （ハライチ）
- バナナマン （設楽統・日村勇紀）
- 又吉直樹 （ピース）
- 田中卓志 （アンガールズ）
- 山崎弘也 （アンタッチャブル）
- 児嶋一哉 （アンジャッシュ）
- オードリー（春日俊彰 ・若林正恭）
- 後藤輝基 （フットボールアワー）
- 濱口優 （よゐこ）
- 博多大吉 （博多華丸・大吉）
- コカドケンタロウ （ロッチ）
- 堤下敦 （インパルス）

## 放送リスト
世の中にある様々なことを試してみたい、経験したい、やってみたい、そんな願望をもった人々を番組内では「ヤリタガ〜リ〜」と呼んでいる。
| 全放送リスト | 全放送リスト              | 全放送リスト                                                                           | 全放送リスト     | 全放送リスト               | 全放送リスト |
| #            | O.A.日                    | 企画                                                                                   | ヤリタガ〜リ〜   | ゲスト                     | その他出演者 |
| ------------ | ------------------------- | -------------------------------------------------------------------------------------- | ---------------- | -------------------------- | --- |
| 1            | 4月14日                   | 一番高いのモノ当てたガ〜リ〜                                                           | 小木博明         | 澤部佑 舟山久美子 ラブリ   | - |
| 2            | 4月21日                   | 知らないでやったハプニングはどれ? チャップリンでごまかしたガ〜リ〜                     | 日村勇紀         | 又吉直樹 マギー            | - |
| 3            | 4月28日                   | 隠してあおってめくりたガ〜リ〜                                                         | 設楽統           | 澤部佑                     | 浦浜アリサ Sarah 麻耶 |
| 4            | 5月5日                    | ベットの配置を当てたガ〜リ〜                                                           | 小木博明         | 田中卓志                   | KONAN （SDN48） 川村あんな |
| 5            | 5月12日                   | 児嶋のバカ100pt引き出したガ〜リ〜                                                      | 小木博明         | 山崎弘也 児嶋一哉          | 水華 ティアラ デヴィン 福元ソフィア 山本朋子 |
| 6            | 5月19日                   | 児嶋のバカ100pt引き出したガ〜リ〜                                                      | 小木博明         | 山崎弘也 児嶋一哉          | 水華 ティアラ デヴィン 福元ソフィア 山本朋子 |
| 7            | 5月26日                   | 知らないでやったハプニングはどれ? チャップリンでごまかしたガ〜リ〜                     | 日村勇紀         | 春日俊彰 ラブリ            | - |
| 8            | 6月2日                    | 美味しいディナーを落札したガ〜リ〜                                                     | 若林正恭         | 有吉弘行 春日俊彰 大政絢   | 福元ソフィア |
| 9            | 6月9日                    | カワイイ子をデリバリーしたガ〜リ〜                                                     | 後藤輝基         | 山崎弘也                   | - |
| 10           | 6月16日                   | カワイイ子をデリバリーしたガ〜リ〜                                                     | 後藤輝基         | 山崎弘也                   | - |
| 11           | 6月23日                   | 隠してあおってめくりたガ〜リ〜                                                         | 設楽統           | 澤部佑                     | ラブリ |
| 12           | 7月14日 （23:50 - 24:50） | 1時間デリバリー美女呼びまく〜り〜SP カワイイ子をデリバリーしたガ〜リ〜（浅草・上野編） | 後藤輝基         | 濱口優 山崎弘也            | - |
| 13           | 7月28日                   | らしくない事したガ〜リ〜                                                               | 小木博明         | 博多大吉                   | 渕上彩夏 丸高愛実 |
| 14           | 8月4日                    | たるんだアイドルをしごきたガ〜リ〜                                                     | 博多大吉         | 春日俊彰                   | 永作あいり 舘恵美 Erina |
| 15           | 8月11日                   | 「お前だ!」にチョイ足ししたガ〜リ〜                                                    | コカドケンタロウ | 堤下敦                     | - |
| 16           | 8月18日                   | 「お前だ!」にチョイ足ししたガ〜リ〜                                                    | コカドケンタロウ | 堤下敦                     | - |
| 17           | 8月25日                   | カワイイ子をデリバリーしたガ〜リ〜（武蔵野・吉祥寺編）                                 | 後藤輝基         | 澤部佑                     | - |
| 18           | 9月1日                    | 頑張り過ぎアイドルを楽にしてあげたガ〜リ〜                                             | 春日俊彰         | 小木博明                   | 齊藤夢愛 中村愛 安西結花 河原美衣 |
| 19           | 9月8日                    | 男気水泳大会 2011夏                                                                    | 大竹一樹         | オードリー 田中卓志 澤部佑 | 相多愛 足立かりん 上原冴香 小熊絵理 高橋亜由美 村岡沙耶香 鈴丘めみ 森崎愛 瀬長奈津実 長尾麻由 柏木美里 深澤ゆうき 古野あきほ 愛萌 館恵美 松岡亜由美 平塚奈菜 桜井祐理 望月かおり もなかまみ 矢野武 |
| 20           | 9月15日                   | 男気水泳大会 2011夏                                                                    | 大竹一樹         | オードリー 田中卓志 澤部佑 | 相多愛 足立かりん 上原冴香 小熊絵理 高橋亜由美 村岡沙耶香 鈴丘めみ 森崎愛 瀬長奈津実 長尾麻由 柏木美里 深澤ゆうき 古野あきほ 愛萌 館恵美 松岡亜由美 平塚奈菜 桜井祐理 望月かおり もなかまみ 矢野武 |
| 最終回       | 9月22日                   | 児嶋のバカをイーブンにしたガ〜リ〜 & 未公開映像                                        | 小木博明         | 児嶋一哉                   | - |

## ネット局・放送時間
| 放送対象地域   | 放送局                | 系列    | 放送日時           | 備考       |
| -------------- | --------------------- | ------- | ------------------ | ---------- |
| 関東広域圏     | TBSテレビ（TBS）      | TBS系列 | 木曜 23:50 - 24:20 | 制作局     |
| 北海道         | 北海道放送（HBC）     | TBS系列 | 木曜 23:50 - 24:20 | 同時ネット |
| 静岡県         | 静岡放送（SBS）       | TBS系列 | 木曜 23:50 - 24:20 | 同時ネット |
| 石川県         | 北陸放送（MRO）       | TBS系列 | 木曜 23:50 - 24:20 | 同時ネット |
| 福岡県         | RKB毎日放送（RKB）    | TBS系列 | 木曜 23:50 - 24:20 |            |
| 長崎県         | 長崎放送（NBC）       | TBS系列 | 水曜 23:50 - 24:20 | 13日遅れ   |
| 新潟県         | 新潟放送（BSN）       | TBS系列 | 木曜 24:55 - 25:25 | 7日遅れ    |
| 長野県         | 信越放送（SBC）       | TBS系列 | 金曜 24:20 - 24:50 | 8日遅れ    |
| 岡山県・香川県 | 山陽放送（RSK）       | TBS系列 | 金曜 25:30 - 26:00 | 22日遅れ   |
| 中京広域圏     | 中部日本放送（CBC）   | TBS系列 | 金曜 26:00 - 26:30 | 8日遅れ    |
| 宮城県         | 東北放送（TBC）       | TBS系列 | 月曜 24:05 - 24:35 | 18日遅れ   |
| 熊本県         | 熊本放送（RKK）       | TBS系列 | 木曜 24:55 - 25:25 | 14日遅れ   |
| 福島県         | テレビユー福島（TUF） | TBS系列 | 火曜 24:50 - 25:20 | 131日遅れ  |

### 備考
- 毎日放送（MBS） - TBS特別編成時や土曜深夜ドラマの放送がない時の穴埋めに放送。

脚注
1. ^7月28日は『RKB創立60周年記念番組 がんばろう日本!第5部 眠れぬ夜の笑いと金言』（23:50 - 26:02）を放送したため未放送。
2. ^初回放送は25:50 - 26:20。

## テーマ曲

### オープニング
- Freedom「GET UP AND DANCE」

### エンディング
- THE RiCECOOKERS「Lost Raven」

## スタッフ
- 企画：大竹一樹
- 構成：大井洋一、山内正之、成瀬正人、中川ゆーすけ
- ナレーション：小野寺一歩
- TP：田熊克二
- CAM：松井光太郎
- AUD：吉永哲也 → 北野尚史
- VE：高山昌樹
- 編集：佐藤知子
- MA：天谷馬直男
- 音効：村松聡（佳夢音）
- 技術協力：八峯テレビ、アンサーズ
- 美術プロデューサー：山口智広
- 美術デザイン：太田卓志
- 美術制作：澁谷政史
- 衣装：岡崎貴子
- メイク：アートメイクトキ
- 宣伝：河野裕之
- CG：ニイルセン、三村堅一
- TK：木下渚
- AD：村井このみ、鈴木崇志
- AP：久田誠司
- デスク：大澤麻子
- ディレクター：高田直、髙橋寛之、福永勇樹、柳信也、太田実
- 演出：水野達也
- プロデューサー：坂本義幸、飯沼美佐子
- CP：安田淳
- 制作協力：G-yama
- 製作著作：TBS